# Giovanni Pelli Fabbroni
Giovanni Pietro Leopoldo Vincenzo Giuseppe Luigi Pelli Fabbroni, Conte, Patrizio di Pistoia (Firenze, 14 giugno 1851 – Firenze, 19 febbraio 1935) è stato un imprenditore e politico italiano.

## Biografia
Discendente da una illustre famiglia del Granducato di Toscana con vasti possedimenti nelle province di Firenze, Greve in Chianti e Impruneta, ha svolto gran parte della sua vita pubblica a Firenze, dove è stato per molti anni consigliere e presidente della provincia. Fervente interventista, parte volontario per la prima guerra mondiale a 65 anni e al fronte si guadagna una medaglia d'argento. Nel 1922 aderisce al fascismo.